# (534) Nassovia
(534) Nassovia ist ein Asteroid des Hauptgürtels, der am 14. April 1904 von Raymond Smith Dugan entdeckt wurde.
Der Asteroid ist nach der lateinischen Bezeichnung der „Nassau Hall“ der Universität Princeton benannt.